# Festival de la Luna Verde
El Festival de la Luna Verde o Green Moon Festival se celebra anualmente en la Isla de San Andrés (Caribe), y nació en 1987 bajo el lema “un abrazo fraternal en forma de raza y cultura”. El evento manifiesta el modo de ser propio de la gente creole anglófona del Caribe y reúne las expresiones artísticas, gastronómicas, intelectuales, religiosas, deportivas, cinematográficas y, en particular, musicales de la comunidad sanandresana, revelando de manera clara su origen mixto de ascendencia europea y africana.
Durante el día, se realizan actividades diversas principalmente de tipo académico, cobijadas bajo los tres pilares del Festival: Bush Culture, Sea Culture y Coconut Culture. Adicionalmente, en cada edición se busca incluir tópicos diversos de interés general, cobrando renovada importancia, como un pilar más, el estudio y análisis de la lengua kriol o lengua criolla, hablada por los habitantes nativos de la Isla y que se asemeja a las derivadas del inglés, de uso común en otras regiones del Caribe. Se realizan igualmente competencias deportivas como carreras de caballos, juegos de softball, dominó y de botes de vela tipo catboat.
El corazón de la festividad es la música, y se realizan varios conciertos con los artistas locales, nacionales e internacionales más representativos de los géneros tradicionales del Caribe, como los son el reggae, dancehall, konpa haitiano, zouk, soca, calypso, salsa, merengue, ritmos cubanos, africanos, y los tradicionales de la cultura nativa de San Andrés, como la mazurka, waltz, schotis, quadrille, polka, jumping polka, mento y pasillo, vestigios de la colonización europea del los siglos XVI y XVII, pero interpretados hoy mezclando los instrumentos originales con los afrodescendientes, siendo el jawbone o quijada de caballo, el tub o tinaja, la mandolina, la guitarra, el violín y las maracas los más usados. También se realiza durante esa semana una noche de concierto de música Gospel.

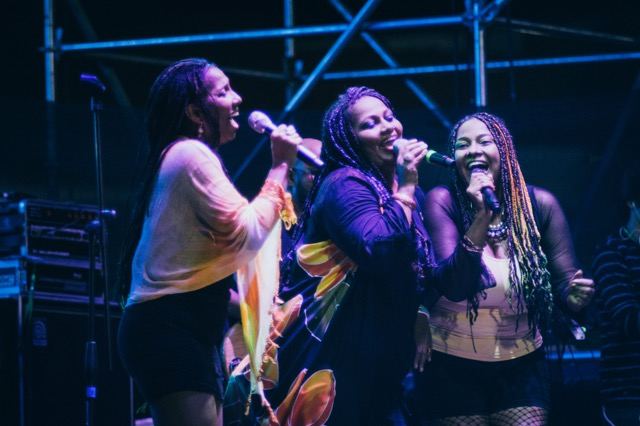
Noche de conciertos.

## Historia
A finales de la década de los 80, un grupo de gestores culturales, con el apoyo del entonces intendente Simón González Restrepo, tuvieron la iniciativa de crear un festival de música y cultura del Caribe, con una identidad propia y genuina de las islas. El Festival comenzó bajo la administración de la Casa de la Cultura, pero posteriormente se creó la Fundación Green Moon para esta labor.
La primera versión del Festival se realizó el 21 de mayo de 1987 y continuó llevándose a cabo hasta el año de 1995. Posteriormente se retomó en el 2012, hasta la actualidad.

## Artistas invitados
Desde su génesis, el Festival se ha caracterizado por presentar artistas y grupos musicales muy variados en sus géneros y procedencia, y del más alto nivel. Algunos de ellos son: Mighty Sparrow (Trinidad y Tobago), Daiquiri (Venezuela), La Familia André (Rep. Dominicana), Granma y Alfredo de La Fe (Cuba), Burning Flames (Antigua), Coupé Cloué (Haití), Diblo Dibala (Congo), Orquesta Guayacán, Totó la Momposina (Colombia), Kassav’ (Guadalupe), los jamaiquinos Inner Circle, Culture, Beenie Man, Gyptian, Charly Black y Christopher Martin; así como los artistas locales The Rebels, Buxxi, Jiggy Drama, Hety & Zambo, I’Labash, Elkin Robinson, Groove 82, The Celis Sisters, Caribbean New Style, y muchos otros más de todos los rincones del Caribe. El 2016 tuvo una de sus ediciones más destacadas, con la presencia del panameño Rubén Blades y en 2017, Chocquibtown, de Colombia, superó todas las expectativas de asistencia.
- Datos: Q16303289